# Jerónimo de Azevedo
Pour les articles homonymes, voir Azevedo.
Dom Jerónimo de Azevedo (Entre Douro e Minho, Honra de Barbosa (pt), c. 1555 - Lisbonne, Castelo de São Jorge, 1625) est le 2e gouverneur du Ceylan portugais, et fut le 20e vice-roi de l'Inde portugaise.
Il fut une figure clé de la prise de pouvoir des portugais à Ceylan (le précédent gouverneur, Pedro Lopes de Sousa, étant mort au combat juste après sa nomination). C'est Azevedo qui a proclamé à Colombo, en 1597, le roi du Portugal, Philippe Ier, héritier légitime du trône de Kotte, justifiant ainsi les prétentions portugaises de souveraineté sur l'île de Ceylan.

## Biographie
Il était le plus jeune des 13 enfants de Dom Manuel de Azevedo, seigneur des Honras de Barbosa et de Ataíde (pt), étant ainsi demi-frère du missionnaire jésuite et martyr, le bienheureux Ignace de Azevedo.

### Jeunesse et début de carrière
N'étant pas le fils aîné, il n'a pas hérité de la succession de son père, qui comprenait deux seigneuries médiévales, chacune avec un revenu annuel estimé à 100 000 reais, une somme considérable au Portugal du XVIe siècle. Dom Jerónimo a donc été contraint de suivre l'exemple de beaucoup parmi les deuxièmes fils de la noblesse portugaise de cette époque, en émigrant à un jeune âge vers la plus importante des possessions d'outre-mer du Portugal, l'Inde portugaise, où il a fait sa carrière.
Il entra au service royal le 25 mars 1577, en tant que page (moço fidalgo) de la maison du roi Sébastien Ier (il s'agissait d'un poste généralement réservé aux très jeunes membres de la noblesse, suggérant qu'il était né vers les années 1550 - et non en 1540 comme mentionné dans certaines sources). La nomination à la cour royale était faite avec son départ vers l'Asie déjà en vue et peu de temps après, il s'embarqua pour l'Inde.

### Gouverneur de Ceylan
Azevedo a été capitaine-major de la côte de Malabar pendant une période de 15 ans, avant d'être nommé capitaine général (gouverneur) de Ceylan en 1594. Il est resté responsable à Ceylan pendant une période de 18 ans (de Noël 1594 à novembre 1612), une longue période inhabituelle pour occuper une haute fonction dans l'Inde portugaise.
Les ambitions portugaises au Sri Lanka à la fin du XVIe siècle ont été stimulées par la décision du roi Dharmapala de Kotte en 1580, de laisser son royaume en héritage au roi du Portugal s'il mourait sans descendance. Dharmapala était un chrétien converti et cette décision était inacceptable du point de vue de la plupart des habitants bouddhistes du Royaume de Kotte et du Royaume de Kandy voisin.
La prise de contrôle a donc été résistée et les Portugais ont dû subjuguer Kotte par la force.

#### Campagnes militaires à Kotte
Azevedo arrive à Colombo avec un renfort de troupes le 24 décembre 1594, moins de trois mois après que son prédécesseur, Pedro Lopes de Sousa, 1er gouverneur du Ceylan portugais, ait été tué à la bataille de Danture (le 9 octobre 1594). Dans cette bataille, l'armée portugaise a été anéantie par les forces du Royaume de Kandy et cela a provoqué, dans la séquence, le quasi-effondrement de l'autorité portugaise à Kotte, raison pour laquelle Azevedo, lors du débarquement, a trouvé une situation de rébellion générale, se propageant jusqu'à Colombo. Seule son arrivée avec des troupes fraîches a évité un désastre pour la position portugaise dans l'île.
Le 1er janvier 1595, Azevedo fit un défilé militaire des forces armées à sa disposition, avec le roi Dharmapala (la source de légitimité de la domination portugaise à Kotte) à ses côtés, dans lequel il rassembla près de 900 soldats portugais et 2 000 soldats Lascarins (auxiliaires locaux des troupes portugaises). En analysant la situation, il décida qu'il lui faudrait commencer par pacifier les plaines de Kotte avant de pouvoir songer à riposter contre le royaume montagneux de Kandy. il commença ainsi une série de campagnes militaires prolongées et destructrices pour écraser les révoltes à Kotte, qui concentreraient son attention jusqu'à ce qu'elles soient conclues avec succès en 1602. Vers la fin de ces campagnes, le roi du Portugal, dans une lettre adressée au vice-roi à Goa à la fin de 1601, dit qu'il n'oublierait pas les nombreux services qu'Azevedo avait entre-temps rendus à la couronne.

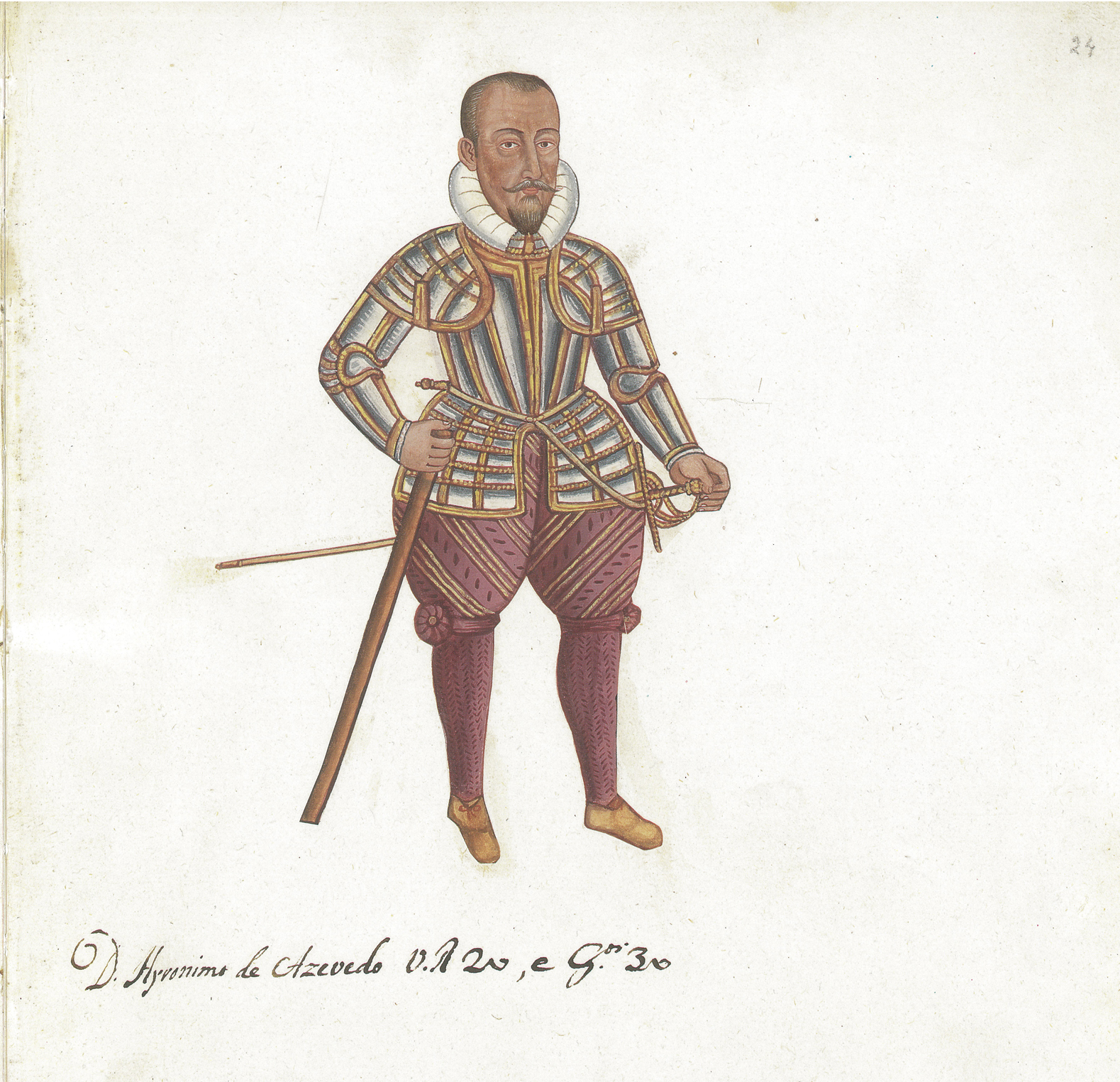
Portrait de D. Jerónimo de Azevedo, Lyvro das Plataformas das Fortalezas da India, de Manuel Godinho de Erédia

#### Proclamation de PhilippeIerdu Portugal comme roi de Kotte
Son poste de gouverneur à Kotte est également connu pour son traitement de questions politiques complexes, qu'il a tenté de résoudre en deux étapes. Premièrement, en convoquant une cérémonie pour la proclamation du roi portugais comme souverain de Kotte et deuxièmement, en convoquant la Convention de Malvana, tout çela après la mort du roi Dharmapala en 1597.
Le 29 mai 1597, deux jours seulement après la mort de Dharmapala, Azevedo convoqua une réunion à l'Igreja da Misericórdia de Colombo, avec la présence de plusieurs dignitaires portugais et d'un nombre important de nobles de la cour de Kotte. Parmi les nobles locaux se trouvaient un mudalyar (un haut fonctionnaire militaire), un aratchi (capitaine d'une compagnie de soldats lankais) et un patangatim (un chef de caste parmi les pêcheurs). Les participants à cette assemblée avaient été choisis "par les principaux vassaux du roi de Kotte" et, à la fin, un aratchi fit une annonce en cinghalais à la foule rassemblée devant l'église de Misericórdia, déclarant que le défunt roi Dharmapala avait fait don du trône au roi du Portugal, et qu'il fallait maintenant le proclamer nouveau monarque. L'Assemblée a alors juré allégeance à Philippe Ier et une procession a suivi, parcourant les rues de Colombo, les participants criant, à la manière traditionnelle portugaise :
"Real, Real, pelo muito poderoso Senhor el-Rey Dom Filipe Rei de Portugal e de Ceilão"
Cette cérémonie, rapidement décidée et organisée par Azevedo, équivalait donc à l'acclamation de Philippe Ier comme Roi du Portugal dans les Cortes (parlement) d'Almeirim, dans le but de dissiper tout doute sur le droit légitime de succession du souverain portugais au trône de Kotte.

Drapeau de Kotte. Le royaume a été donné par son souverain Dharmapala au roi du Portugal. Lorsque Dharmapala mourut en 1597, Azevedo prit officiellement possession du royaume au nom de Philippe de Portugal

Azevedo a convoqué ensuite la Convention de Malvana, une réunion de représentants de tous les districts du royaume et a accepté - après deux jours de délibérations - que les habitants de Kotte garderaient leurs lois et coutumes, bien qu'ils aient dû prêter allégeance au roi du Portugal. Cette convention est mentionnée (environ 40 ans après sa convocation) dans une lettre de plaintes, écrite par des dirigeants cinghalais au capitaine général portugais Diogo de Melo e Castro (gouverneur de 1636 à 1638).

#### Ouverture de Ceylan aux jésuites
Une autre question à laquelle Azevedo a consacré son attention était l'activité missionnaire. En 1554, la couronne portugaise avait décidé que ses possessions à Ceylan seraient une chasse gardée des franciscains, et elle a réaffirmé cette décision en 1593. Sous Azevedo, cependant, cette politique a changé.
En janvier 1597, l'évêque de Cochin écrivit au roi du Portugal, suggérant que la couronne autorise les jésuites à s'engager dans une activité missionnaire à Ceylan, puisque les ressources dont disposaient les franciscains étaient prétendument " insuffisantes" pour atteindre les objectifs évangélisateurs du Portugal. Plus tard dans l'année, la couronne portugaise a reçu des propositions spécifiques - basées sur les suggestions initiales de l'évêque de Cochin, pleinement soutenues par Dom Jerónimo, dont le frère Inácio de Azevedo était un martyr jésuite - sur la manière de répartir l'activité missionnaire dans l'île entre les deux Ordres. Après de nombreux débats, ces propositions furent adoptées par la couronne et en avril 1602, les quatre premiers jésuites arrivèrent à Colombo, soutenus par un brevet délivré par le vice-roi Aires de Saldanha, à Goa, le 27 février 1602.

#### Campagnes militaires contre Kandy
Azevedo a eu moins de succès dans ses tentatives de maîtriser Kandy. Il envahit le royaume en 1603 lors d'une opération soigneusement planifiée avec une force totale d'environ 1 100 Portugais et 12 000 Cinghalais, mais malgré les succès initiaux, il fut contraint de se retirer après qu'une rébellion éclata parmi les Lascarins, les troupes indigènes qui combattaient aux côtés des forces portugaises. Contrairement à son prédécesseur Pedro Lopes de Sousa, qui a perdu la vie et ses troupes lors d'une précédente invasion, il a réussi à empêcher l'anéantissement des forces portugaises et a montré de très bonnes capacités militaires lors de cette retraite qui est ainsi devenue connue en tant que "a famosa retirada".

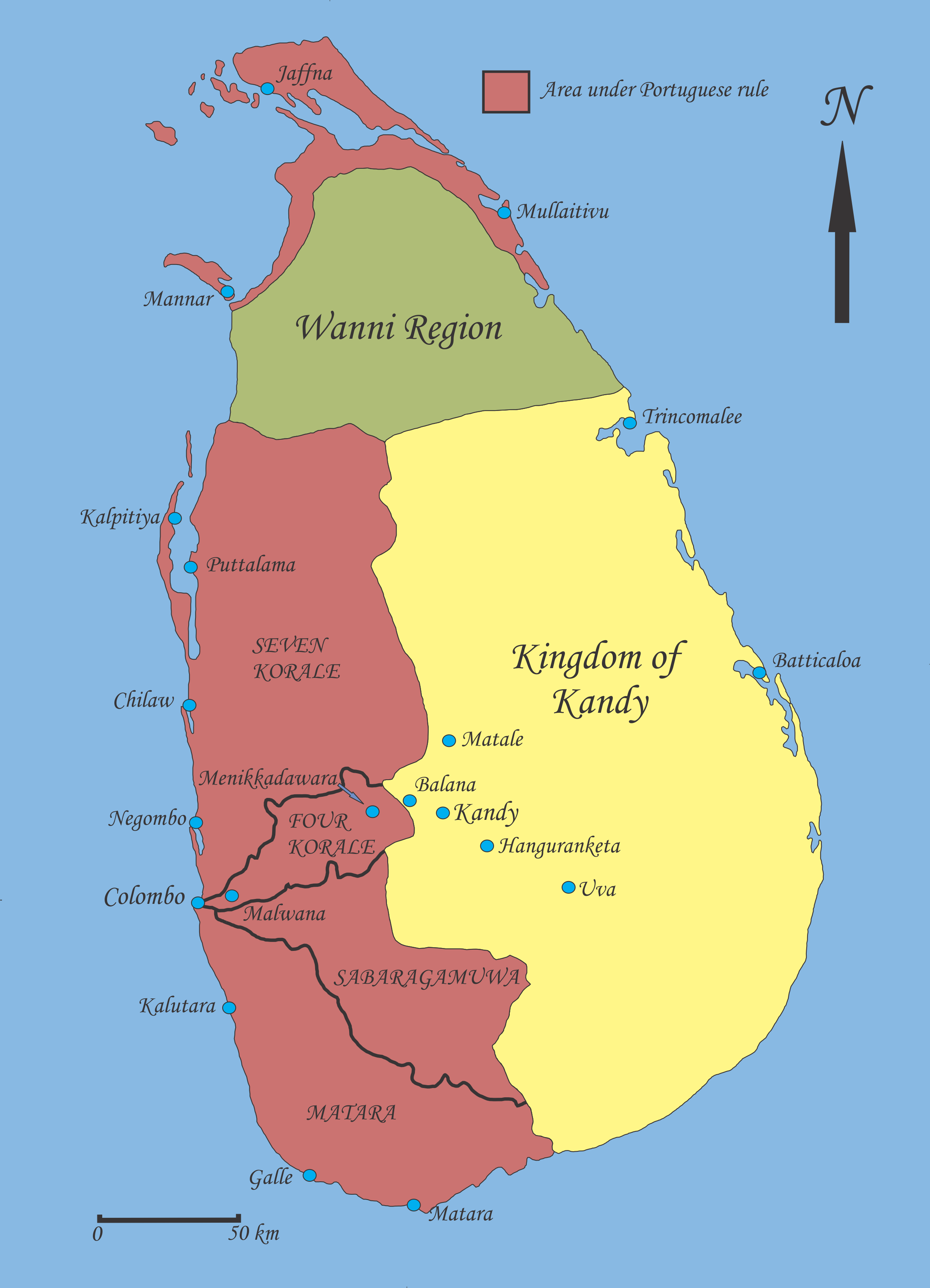
Carte politique de Ceylan au début du XVIIe siècle. D. Jerónimo de Azevedo envahit le royaume de Kandy en 1603, mais dut battre en retraite après une révolte des troupes indigènes - les Lascarins - qui aidaient les Portugais.

Après ce revers, Azevedo a apporté des innovations à la formulation de la stratégie militaire portugaise à Ceylan. Il a décidé d'abandonner l'approche traditionnelle consistant à tenter de maîtriser Kandy avec une seule offensive militaire décisive et a adopté à la place une nouvelle stratégie basée sur la guerre économique. Chaque année, les Portugais se livraient à des incursions et des raids semestriels plus petits mais très destructeurs au plus profond du territoire de Kandy, brûlant des cultures et des villages et chassant le bétail. Cela affaiblit considérablement Kandy - selon les mots d'un chroniqueur portugais, le jésuite Fernão de Queiroz, le royaume "jamais à notre époque n'a retrouvé son ancienne opulence".
Cependant, cette stratégie visant l'étranglement économique du royaume de Kandy n'a pas produit tous les effets escomptés par Azevedo, car les commerçants portugais des villes portuaires indiennes telles que São Tomé de Meliapor (Mylapore), avec le soutien du roi hindou de Jaffna, ont refusé d'abandonner leurs échanges très lucratifs avec Kandy.
Quand il a finalement quitté Ceylan pour Goa, Azevedo a donné des directives à son successeur, insistant sur le fait que sa nouvelle stratégie devrait continuer à être suivie jusqu'à ce que Kandy accepte un statut de subordination au royaume du Portugal.

### Vice-roi de l'Inde portugaise
Azevedo fut nommé 20e vice-roi de l'Inde en 1611 et quitta Colombo pour Goa en 1612.

#### Nouvel activisme portugais en Asie du Sud et du Sud-Est
Selon l'historien A. R. Disney, à la fin du XVIe siècle et au début du XVIIe siècle, il y a eu une période de nouvel expansionnisme portugais en Asie du Sud et du Sud-Est, qui a atteint son apogée précisément au moment où Dom Jerónimo de Azevedo a pris possession du gouvernement à Goa. Cependant, ce pic ne dura pas longtemps et était déjà en recul lorsque Azevedo quitta l'Inde, en 1617.
Pendant son gouvernement, plusieurs manifestations de cet activisme ont eu lieu : par exemple en 1615, Azevedo a soutenu une expédition audacieuse à Pégou pour piller les trésors impériaux à Mrauk U, une entreprise qui n'a finalement pas réussi. Cependant, le fait qu'elle ait été promue à un niveau officiel aussi élevé a montré à quel point le pillage était considéré comme un objectif politique légitime au début du XVIIe siècle, en l'Asie sous domination portugaise.
Aussi en 1615, Azevedo dirigea une énorme flotte qui tenta de chasser les navires de la Compagnie anglaise des Indes orientales sous le commandement de Nicholas Downton au large de Surate, mais après une série d'engagements (y compris un affrontement dans lequel le frère du vice-roi, Dom Manuel de Azevedo, capitaine de Chaul et Diu, a coulé deux navires marchands anglais) il n'a pas réussi à atteindre l'objectif stratégique de déloger la Compagnie anglaise des routes commerciales de l'océan Indien. Cet échec a démontré que les Portugais à Goa avaient perdu la capacité de protéger leur monopole de commerce sur la côte occidentale de l'Inde.

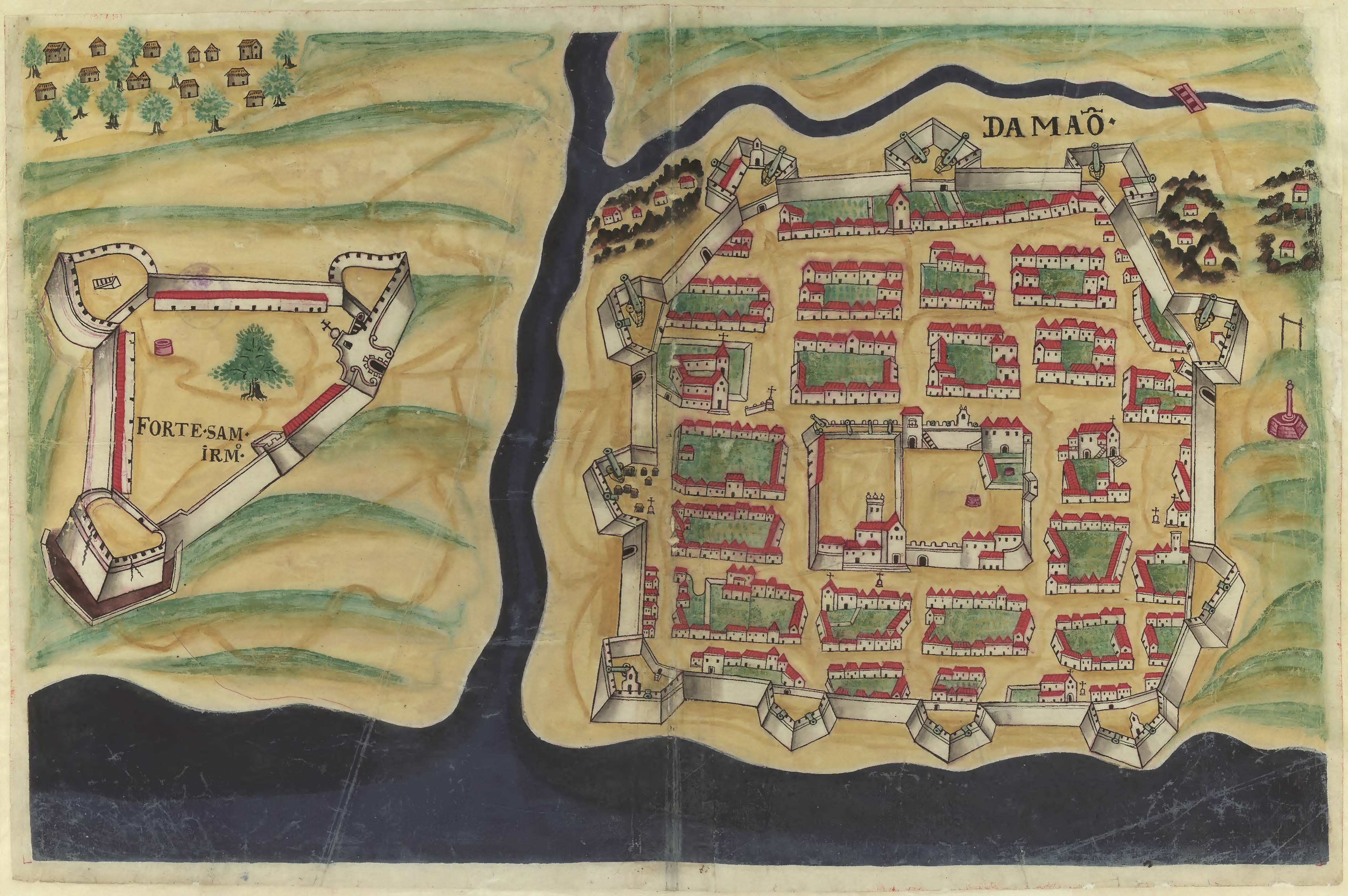
Carte de 1625 montrant à gauche le fort de São Jerónimo, à Daman. Jerónimo de Azevedo ordonna sa construction en 1615, alors qu'il était vice-roi à Goa.

#### Explorations géographiques
Azevedo a également été confronté, pendant son mandat à Goa, au défi résultant de l'expansion néerlandaise dans les zones où la couronne portugaise avait exercé son monopole commercial. La réponse qu'il a donnée n'était pas seulement dans le domaine militaire, cherchant à défendre les carrés militaires et en général les positions portugaises menacées par l'avancée hollandaise dans l'océan Indien. Il ordonne également plusieurs missions d'exploration géographique, dont deux expéditions à Madagascar (alors appelée l'île de São Lourenço par les Portugais), région où les flottes hollandaises sont de plus en plus actives. Ces explorations, auxquelles ont participé des prêtres jésuites, ont produit de nouvelles cartes et itinéraires de la région et ont soigneusement compilé des observations scientifiques, démontrant que l'esprit des découvertes était encore présent dans l'empire portugais dans le premier quart du XVIIe siècle.

#### Perte de faveur à la cour des Habsbourg
Vers la fin de son mandat, Azevedo a commencé à perdre la faveur dont il jouissait auparavant à la cour des Habsbourg espagnols, qui régnaient au Portugal. Un facteur qui a probablement contribué à cela a été l'obstruction qu'il a faite à la mission du Castillan García de Silva y Figueroa, que Philippe III d'Espagne (Philippe II de Portugal) avait nommé comme son ambassadeur au Shah de Perse. Silva y Figueroa quitta Lisbonne en avril 1614, se dirigeant vers une escale à Goa, où les habitants virent avec inquiétude l'envoi d'un ressortissant espagnol dans un pays où le Portugal avait des intérêts qui lui étaient soi-disant réservés, dans le cadre de la répartition des pouvoirs en vigueur dans l'Union entre l'Espagne et le Portugal, depuis 1580. Figueiroa eut des désaccords avec Azevedo, qui ordonna sa rétention et même sa détention pendant un certain temps avant de finalement l'autoriser à poursuivre son voyage vers la Perse.

### Retour au Portugal
À son retour à Lisbonne, en 1618, Dom Jerónimo de Azevedo a été maintenu en détention et jugé sur plusieurs accusations, dont celles d'enrichissement illicite et de négligence dans les combats contre les Néerlandais. Il est mort en mars 1625, avant la conclusion du processus judiciaire et sans que les diverses allégations contre lui soient prouvées. Il est enterré à l'église de São Roque, à Lisbonne, qui appartenait alors aux jésuites et était leur église principale au Portugal.

### Bilan
Azevedo a vécu à une époque où l'Empire portugais en Asie avait déjà dépassé son apogée et était relativement affaibli par l'arrivée dans l'Océan indien d'autres puissances européennes. Mais les succès militaires des années 1590 contre les royaumes de Sitawaka et de Jaffna ont offert à la couronne portugaise une occasion unique qui l'a amenée à décider (en 1594) de tenter la conquête de l'île entière de Ceylan. Les qualités martiales des gouverneurs étaient donc primordiales, et c'est probablement la raison qui explique le long mandat d'Azevedo à Colombo, suivi de sa promotion au rang de vice-roi à Goa en 1611.
Azevedo avait tenté de démissionner de son poste de capitaine général de Ceylan en 1597 et plus tard, en février 1603, il fut également la cible d'une enquête (« devassa ») menée par l'archevêque de Goa, pour détournement présumé de ressources. Cependant, dès le 15 mars 1603, le roi écrivait à l'archevêque pour demander l'ajournement de l'enquête, car entre-temps il avait reçu des informations favorables de l'évêque de Cochin concernant les campagnes militaires d'Azevedo sur l'île. De toute évidence, le roi ne voulait pas que les bons résultats militaires du gouverneur soient compromis et il a finalement accordé à Dom Jerónimo une récompense de 10 000 reais et une comenda dans l'Ordre du Christ. À cette époque, Azevedo avait déjà acquis à Ceylan l'équivalent du pouvoir et du mystique d'un vice-roi.
Mais Azevedo était plus qu'un chef militaire, car il entreprit d'importantes initiatives politiques (telles que les négociations qui conduisirent à la Convention de Malvana) et des réformes missionnaires (ouverture de Ceylan aux Jésuites) pendant son séjour à Colombo. Et il soutint fortement l'exploration géographique et la recherche scientifique, pendant son mandat à Goa. Dans l'ensemble, il est probable que, plus que les accusations de détournement de fonds (qui étaient d'ailleurs relativement courantes, bien que toujours difficiles à prouver, lors des mandats, antérieurs et postérieurs à celui de D. Jerónimo, de gouverneurs et vice-rois de l'Empire portugais), ce sont ses actions politiquement risquées contre un envoyé personnel du roi d'Espagne et de Portugal qui ont scellé sa disgrâce définitive à la cour des Habsbourg.

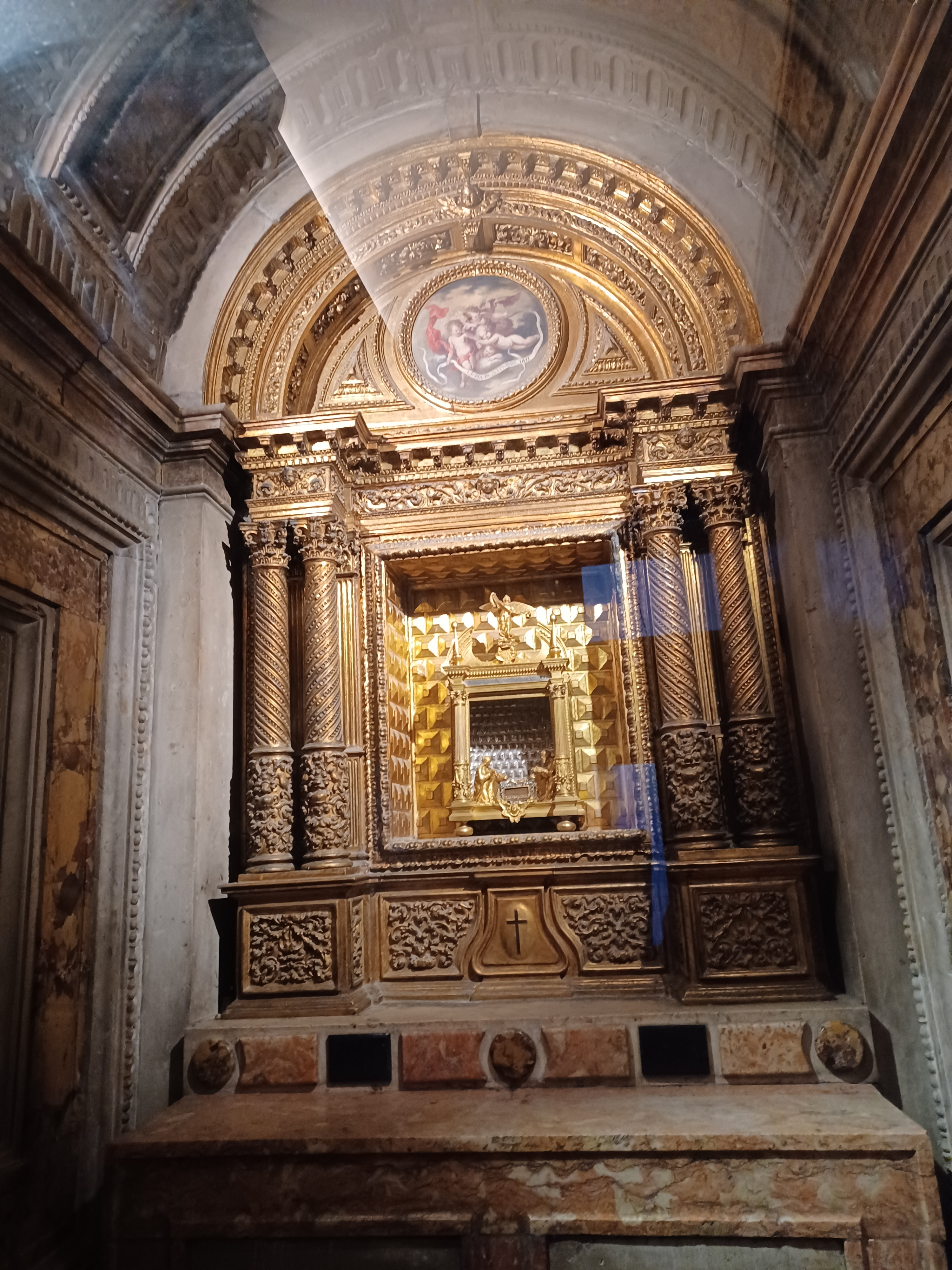
La chapelle de la Nativité, dans l'Église Saint-Roch de Lisbonne, où est enterré D. Jerónimo de Azevedo

## Postérité
Le fort de São Jerónimo (Saint Jérôme) à Daman, dont la construction a commencé pendant son mandat de vice-roi, porte son nom.
La ville portugaise de Porto a donné son nom à une rue.